# 니혼마쓰 요시쓰구
니혼마쓰 요시쓰구(일본어: 二本松義継, 1552년 ~ 1585년 11월 29일)은 센고쿠 시대부터 아즈치모모야마 시대에 걸쳐 활약했던 무장이다. 니혼마쓰 가문(二本松氏)의 9대 당주로, 무쓰국 아다치군 니혼마쓰 성주(일본어: 二本松城主)였다. 하타케야마 요시쓰구(일본어: 畠山義継)라고도 한다.

## 생애
덴분 21년(1552년), 니혼마쓰 가문의 8대 당주였던 니혼마쓰 요시쿠니(二本松義国)의 적남으로 태어났다. 쇼군 아시카가 요시아키에게서 「요시(義)」 1자를 하사받아, 「요시쓰구(義継)」라 이름하였다. 덴쇼 8년(1580년), 아버지 요시쿠니의 사망으로 가독(家督)을 이어받아 니혼마쓰 하타케야마 가문의 15대 당주가 되었다.
덴쇼 13년(1585년), 다테 마사무네가 그의 장인 다무라 기요아키(田村清顕)와 함께 오우치 마사쓰나(大內定綱)를 공격해 왔다. 이때, 사다쓰나와 인척 관계였던 요시쓰구는 아시나 가문(蘆名氏)과 손잡고 사다쓰나를 지원하였다. 하지만 사다쓰나는 마사무네에게 크게 패하여 요시쓰구에게로 달아났고, 요시쓰구는 사다쓰나를 받아 주었다. 이 때문에, 요시쓰구도 마사무네의 침공을 받게 되었다. 이어 다테 군은 요시쓰구의 영내로 쳐들어와 대부분을 점령하기에 이르렀다.
결국, 요시쓰구는 할 수 없이 마사무네에게 항복을 약속하였으나, 니혼마쓰 가문의 영지 대부분을 빼앗을 생각이던 마사무네는 이를 거부한다. 게다가 마사무네는 니혼마쓰 성 부근의 몇 안 되는 토지를 제외하고 니혼마쓰 가문의 영지를 전부 몰수하여, 요시쓰구가 센고쿠 다이묘로서의 지위를 유지할 수 없는 상황에까지 몰아넣으려고 했다. 당시 군사력 면에서 다테 군에 비해 열세였던 요시쓰구는 이를 받아들일 수밖에 없었다.
이 조건은 마사무네의 아버지로, 당시 은거 중이었던 다테 데루무네와 다테 시게자네의 알선으로 완화되었다. 결국 마사무네는 아버지의 만류로, 점령한 땅의 일부를 요시쓰구에게 돌려주어야 했다. 하지만, 요시쓰구는 마사무네가 제시했던 가혹한 조건으로 인해 마사무네에게 깊은 원한을 품게 되었다. 그해 10월 8일, 요시쓰구는 데루무네에게 감사 의사를 표시하기 위해 그를 찾아갔다. 당시 마사무네는 매사냥을 나가 있었기 때문에, 미야모리 성(宮森城)에 있던 데루무네가 대신 요시쓰구와 회견을 가졌던 것이다. 그러나 일이 여의치가 않자, 요시쓰구는 데루무네를 납치하여 인질삼아 안전하게 니혼마쓰 성으로 데리고 돌아가려 했다(일설에는 칼을 갈고 있는 다테 군을 목격한 요시쓰구가 태도를 바꿨다고도 한다).
이때 매사냥을 나가 있던 마사무네는 이 소식을 듣고, 즉시 요시쓰구를 추격했다. 결국, 요시쓰구는 도중에 아부쿠마강변의 다카다하라(高田原)에 이르러 마사무네에게 따라잡혔다. 그리고 데루무네와 함께 다테 군의 총격으로 사살되었다(최후를 각오한 요시쓰구가 데루무네를 살해하고 자살했다는 설도 있다. 혹은, 이때 데루무네와 함께 서로 찔러 죽었다고도 한다). 이때 요시쓰구의 나이 34세였다. 마사무네는 요시쓰구의 시체를 남김없이 난도질하여 말로 질질 끌고 가서, 거성에 도착하자마자 이를 등나무 덩굴로 봉합하여 성벽 아래에 내걸었다고 한다. 이 사건은 약 2개월 뒤인 그해 11월 17일(1586년 1월 6일)에 벌어진 히토토리바시 전투의 도화선이 되었다.
| 전임 니혼마쓰 요시쿠니 | 제9대 니혼마쓰 씨 당주 | 후임 니혼마쓰 요시쓰나 |